# Manoel de Mello e Silva
Manoel de Mello e Silva (Água Preta,  20 de agosto de 1929 - São Paulo,  5 de maio de 1990), foi um pastor evangélico brasileiro e fundador da Igreja Evangélica Pentecostal O Brasil Para Cristo.

## Biografia
Manoel de Mello e Silva passou a infância e juventude em sua cidade natal, até se mudar em 1947 para São Paulo. Tornou-se membro da Assembleia de Deus e foi consagrado diácono. Casou-se em 1951 com Ruth Lopes, e teve dois filhos, Boaz de Mello e Paulo Lutero de Mello.
Durante o dia, trabalhava como mestre de obras e à noite, atendendo a convites, pregava em igrejas das Assembleias de Deus. Depois, une-se à Cruzada Nacional de Evangelização, que deu origem à Igreja do Evangelho Quadrangular brasileira. Em 1952, Mello contraiu uma paralisia intestinal, da qual relatou ter sido milagrosamente curado. Deixa então o trabalho de mestre de obras para dedicar-se totalmente à pregação do Evangelho e ao ministério. Em 1955, nos Estados Unidos, foi ordenado ministro pela International Church of the Foursquare Gospel (Igreja do Evangelho Quadrangular). Neste mesmo ano, relata que teve uma visão de Deus, que o comissiona a começar uma nova obra, que ficaria conhecida como O Brasil para Cristo. O missionário inicia um programa de rádio em janeiro de 1956 com o título A Voz do Brasil Para Cristo. Apenas em março de 1956 que realiza a fundação da igreja, nascida a partir do programa, e depois herdeira do seu nome. 
Graças ao uso do rádio, Manoel de Mello torna-se então um dos maiores líderes do pentecostalismo brasileiro, chegando a reunir, em suas campanhas, até duzentas mil pessoas, levando também ao crescimento da igreja.  As acusações de curandeirismo e charlatanismo, aliado às denúncias que fazia dos abusos e injustiças do regime militar, fizeram o missionário ser preso 27 vezes. Além disso, teve tabernáculos e tendas queimados, sofrendo perseguição de outras igrejas.
Manoel de Mello filiou-se ao Conselho Mundial de Igrejas e tomou parte na organização da Coordenadoria Ecumênica de Serviço (CESE), formada pelas igrejas brasileiras membras do CMI, em junho de 1973. A CESE buscava uma maior cooperação das igrejas no serviço social aos mais pobres, com uma visão ecumênica e tolerância religiosa. 
Sua atuação o tornou o primeiro pastor sistematicamente visitado por políticos brasileiros, que queriam aproveitar a influência que Mello exercia entre os evangélicos na época. Viajou para mais de uma centena de países, falando em igrejas, universidades, simpósios e convenções, e foi recebido por diversas autoridades, como o presidente americano e o primeiro ministro alemão. Seu nome e ministério no Brasil foi noticiado por redes de televisão e jornais de diversos países. Recebeu o prêmio de religião como o pregador que mais se destacou em 1972, pela Fundação Edward Browning. Em 1978, recebeu o título de O Bandeirante do Brasil Presente, concedido pelo Instituto Nacional de Expansão Cultural (INEC).  Mello foi o primeiro evangélico a ser capa da Revista Veja, na matéria Pentecostais: o milagre da multiplicação, de 07 de outubro de 1981. 
Em 1976, após vinte anos, Missionário Manoel de Mello deixou a direção da denominação. Em 1979, na presidência do seu sucessor, foi inaugurado o templo sede da O Brasil para Cristo na Vila Pompeia, então um dos maiores templos evangélicos do mundo. Em 3 de maio de 1990, Mello foi acometido de um mal súbito, quando estava a caminho dos estúdios de uma emissora de televisão, para gravar programa que estaria em cadeia nacional em poucos dias. Dois dias depois, faleceu.

## Homenagem
Através de projeto do então vereador Carlos Bezerra Júnior, a Lei nº 14.128, de 9 de janeiro de 2006, alterou o nome do Viaduto Pompeia, na Vila Pompéia, para Viaduto Pompeia: Missionário Manoel de Mello.
Em 2016, uma rua de Mogi das Cruzes recebeu seu nome. 